# Engelke Heinrich von Bülow
Engelke Heinrich (også Henrik) von Bülow (født 30. maj 1761 i Egernførde, død 9. marts 1845 på Wedellsborg) var en dansk officer og hofmand.

## Biografi
Bülow var søn af Carl Adolph von Bülow til Radum (1734-1791) og Ulrikke Augusta Reventlow. Han var 1784 kammerjunker hos Arveprins Frederik, som han senere blev hofchef for, blev 1802 major og bataljonskommandør ved Nordsjællands landeværnsregiment, oberstløjtnant 1809 og fik afsked som karakteriseret oberst 1816. Bülow blev kammerherre og fra 1806 hofmarskal hos prins Christian Frederik.
9. december 1808 ægtede han i Husby Kirke Frederikke "Freda" Vibeke komtesse Wedell-Wedellsborg (25. januar 1781 på Wedellsborg – 9. marts 1824 sammesteds), datter af lensgreve Ludvig Frederik Wedell.
Han er begravet i Husby Kirke.